# Neosynaptops
Neosynaptops es un género de coleóptero de la familia Attelabidae.

## Especies
Las especies de este género son:
- Neosynaptops paraviridiceps
- Neosynaptops viridiceps
- Neosynaptops doertheae
- Neosynaptops gladiator
- Neosynaptops punctaticeps
- Neosynaptops similis
- Neosynaptops waigeoensis
- Neosynaptops wapogae
- Neosynaptops cupreosplendens